# Stanisław Krzywicki
Stanisław Krzywicki (ur. 3 grudnia 1906, zm. 17 czerwca 1983) – Polak, rolnik, Sprawiedliwy wśród Narodów Świata.

## Życiorys
Stanisław Krzywicki mieszkał razem z małżonką Anną Krzywicką we wsi Dulkowszczyzna, gdzie razem prowadzili gospodarstwo rolne. Podczas okupacji niemieckiej małżeństwo ukryło znajomą trzyosobową rodzinę Trachtenbergów z Grodna, właścicieli magazynu maszyn rolniczych. Trójka dotarła do Dulkowszczyzny w marcu 1943 r. po ucieczce z grodzieńskiego getta przed jedną z ostatnich akcji likwidacyjnych. Stanisław i Anna Krzywiccy ukryli ich z pomocą dzieci; Henryka, Janiny i Józefa w skrytce w oborze. Mimo dwóch rewizji przeprowadzonych przez Niemców, ratowane osoby nie zostały odnalezione. Meir, jego nieznana z imienia żona oraz syn Leon Trachtenbergowie ukrywali się u Krzywickich przez ponad rok. Po zajęciu regionu przez Armię Czerwoną w czerwcu 1944 r. trójka wyjechała do Białegostoku, później wyemigrowała do Stanów Zjednoczonych. W 1944 r. urwał się kontakt między rodzinami Krzywickich i Trachtenbergów. W latach 50. uratowani wznowili kontakt.
15 grudnia 2009 r. Stanisław Krzywicki oraz jego małżonka Anna Krzywicka zostali odznaczeni medalami Sprawiedliwych wśród Narodów Świata.